# Ponte in Valtellina
Ponte in Valtellina (lombardul: Punt) település Olaszországban, Sondrio megyében. Lakosainak száma 2241 fő (2023. január 1.). Ponte in Valtellina Castello dell’Acqua, Montagna in Valtellina, Teglio, Tresivio, Chiuro, Piateda és Valbondione községekkel határos.

## Népesség
A település népességének változása:
| Lakosok száma | 2321 | 2294 | 2241 |
|               | 2017 | 2018 | 2023 |